# Feketedobozos tesztelés
A feketedobozos tesztelés olyan szoftvertesztelési módszer, amely megvizsgálja az alkalmazás funkcionalitását anélkül, hogy belenézne a belső struktúrákba vagy működésébe. Ez a tesztelési módszer gyakorlatilag a szoftvertesztelés minden szintjén alkalmazható: egység, integráció, rendszer és elfogadás szintjén. Néha specifikációalapú tesztelésnek nevezik.

## Tesztelési eljárások
Nem szükséges az alkalmazás kódjának, belső felépítésének ismerete, és általában nincs szükség programozási ismeretekre. A tesztelő tisztában van azzal, mit kell tennie a szoftvernek, de nincs tisztában azzal, hogyan csinálja. Például a tesztelő tisztában van azzal, hogy egy adott bemenet egy bizonyos, változatlan kimenetet ad vissza, de nincs tisztában azzal, hogy a szoftver hogyan állítja elő a kimenetet.

### Tesztesetek
A tesztesetek a részletezések és követelmények köré épülnek, vagyis arra, hogy mit kell tennie az alkalmazásnak. A tesztesetek általában a szoftver külső leírásaiból származnak, beleértve a meghatározásokat, követelményeket és tervezési paramétereket. Csakhogy az alkalmazott tesztek elsősorban működésbeli jellegűek, azonban nem funkcionális tesztekre is egyaránt alkalmazhatóak. A teszttervező kiválasztja az érvényes és érvénytelen bemeneteket, és meghatározza a helyes kimenetet. Ezt megvalósíthatja akár egy tesztjóslat segítségével, vagy egy korábbi, közismerten jó eredménnyel, a tesztobjektum belső szerkezetének ismerete nélkül.

### Teszttervezési technikák
A feketedobozos tesztelés tipikus tervezési technikái a következők:
- Döntési tábla tesztelése
- Minden pár tesztelése
- Azonosságfelosztás
- Határérték-elemzés
- Ok-okozat grafikon
- Hibatalálgatás
- Állapotátmenet tesztelése
- Esetvizsgálat
- Felhasználói történet tesztelése
- Doménelemzés
- Szintaxistesztelés
- A technika kombinálása

## Hackelés
A behatolási tesztelés során a feketedobozos teszt egy olyan módszerre utal, ahol egy etikus hacker nem ismeri a támadandó rendszert. A feketedobozos penetrációs teszt célja egy külső hacker vagy kiberháborús támadás szimulálása/felismerése.

## Fordítás
Ez a szócikk részben vagy egészben  a   Black-box testing című angol Wikipédia-szócikk ezen változatának fordításán alapul.  Az eredeti cikk szerkesztőit annak laptörténete sorolja fel. Ez a jelzés csupán a megfogalmazás eredetét és a szerzői jogokat jelzi, nem szolgál a cikkben szereplő információk forrásmegjelöléseként.